# Флаг ФМС России
Флаг и эмблема Федеральной миграционной службы (ФМС России).
Федеральная миграционная служба (ФМС России) была образована 9 марта 2004 года.

## Флаг
20 апреля 2007 года, указом Президента Российской Федерации, в целях реализации единой государственной политики в области геральдики, упорядочения официальных символов федеральных органов исполнительной власти, сохранения и развития исторических традиций, были утверждены флаг и эмблема Федеральной миграционной службы.
Данный указ вступил в силу в этот же день.
 Описание флага

Флаг Федеральной миграционной службы представляет собой бордовое прямоугольное полотнище, в крыже которого изображён Государственный флаг Российской Федерации.
В нижней части правой половины полотнища располагается геральдический знак-эмблема Федеральной миграционной службы.
Отношение ширины флага к его длине — один к полутора. Отношение площади крыжа к площади флага — один к четырём. Отношение высоты эмблемы к ширине флага — один к двум. Отношение ширины эмблемы к длине флага — пять к девяти.
Расстояние от эмблемы до правого и нижнего краёв полотнища относится к ширине полотнища как один к двадцати.

## Эмблема
Описание эмблемы

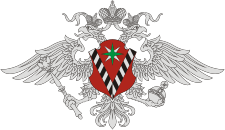
Эмблема ФМС России с 2007 г.

Серебряный двуглавый орёл с распростёртыми крыльями, увенчанный одной большой и двумя малыми коронами, соединёнными лентой. На груди орла — фигурный щит с полем бордового цвета. В поле щита остриём вниз вписано геральдическое стропило с диагональными полосами серебряного и чёрного цвета, идущими на левой стороне сверху и справа, на правой — сверху и слева. Над стропилом — восьмилучевая звезда с четырьмя прямыми зелёными лучами, наложенными на четыре диагональных серебряных луча.
В правой лапе орла — скипетр, в левой — держава.
Геральдический знак-эмблема Федеральной миграционной службы может выполняться в одноцветном изображении.
Допускается использование в качестве самостоятельной эмблемы Федеральной миграционной службы щита с изображёнными на нем фигурами (малая эмблема).